# Golpe de Estado na Síria em dezembro de 1949
O golpe de Estado na Síria em dezembro de 1949, também conhecido como Movimento dos Coronéis foi um evento que  ocorreu em 19 de dezembro de 1949, sendo considerado o terceiro golpe militar na história da Síria. O movimento foi liderado pelo coronel Adib Shishakli e resultou no fim da hegemonia de Sami al-Hinnawi na política síria, estabelecida em um golpe anterior em agosto.

## Antecedentes
Após o golpe de agosto de 1949, o novo líder Sami al-Hinnawi nomeou Hashim al-Atassi como primeiro-ministro. Durante as eleições parlamentares de 1949, o Partido Popular, de tendência pró-iraquiana, conquistou a maioria dos assentos, apoiando os esforços de Hinnawi para implementar o Plano do Crescente Fértil.
Previamente ao golpe, Adib Shishakli contava com o apoio de Akram al-Hawrani, seu amigo pessoal e colega desde a guerra árabe-israelense de 1948. A conspiração também recebeu o apoio do tenente Fadlallah Abu Mansour, que Shishakli encontrou em Qaboun, perto de Damasco, para discutir a ação.

## Golpe
À frente da Primeira Brigada, Adib Shishakli lançou seu movimento anti-Iraque em 19 de dezembro, visando expulsar do poder a facção de Sami al-Hinnawi. O golpe foi desencadeado pela decisão de Hinnawi de nomear o major Subhi Ibara como o novo comandante do batalhão blindado local. Essa medida foi vista como um ultraje pelos conspiradores, pois o comandante anterior, Amin Abu Assaf, havia se juntado ao movimento de Shishakli. Os conspiradores prontamente prenderam o novo comandante, e às 5h30, veículos blindados começaram a avançar sobre Damasco.

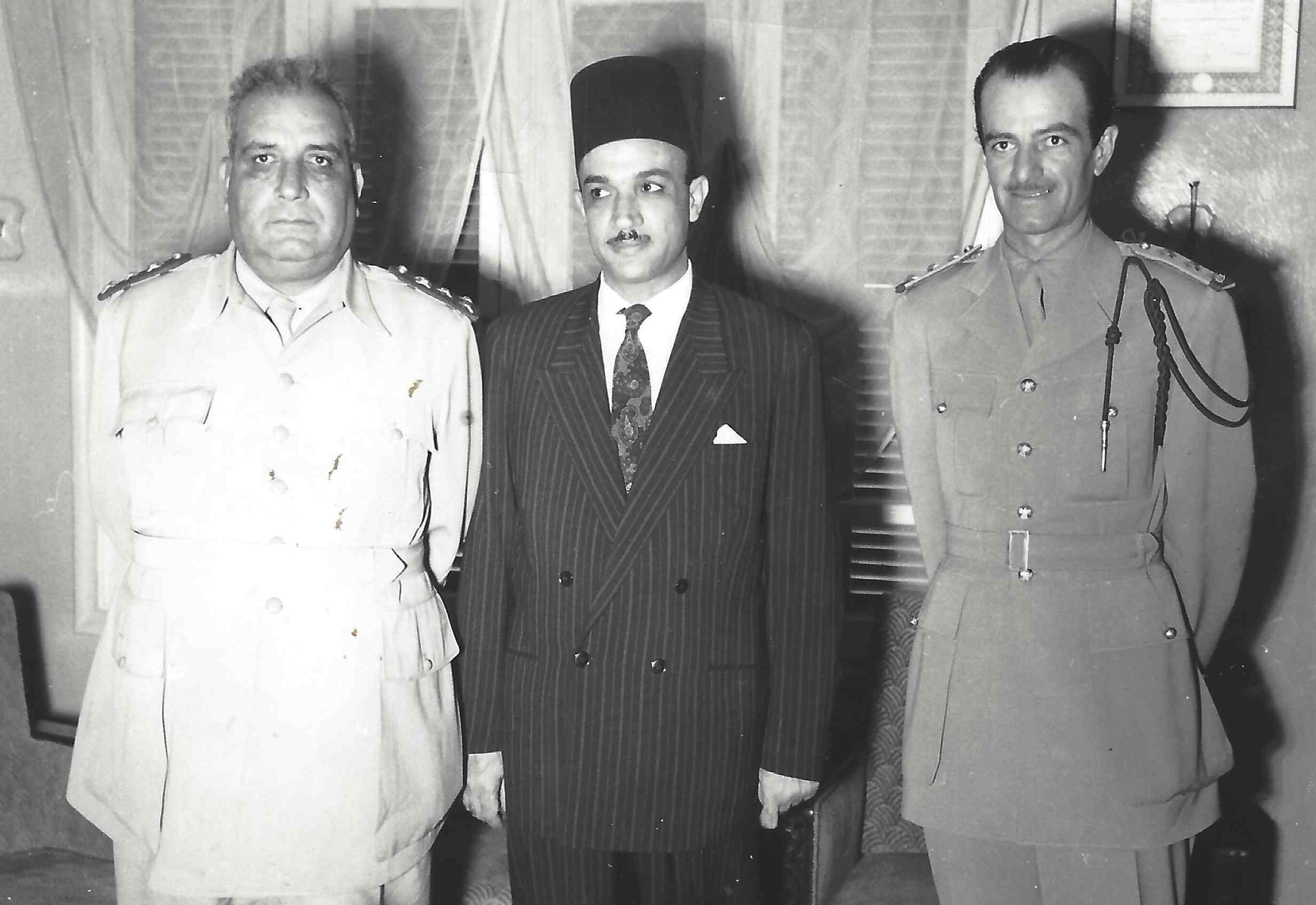
Sami al-Hinnawi ao lado de Muhammad As'ad Talas e Khaled Jada.

As forças de Shishakli então tomaram controle de edifícios governamentais, um banco e uma estação de rádio. Os militares também cercaram a casa do presidente Hashim al-Atassi. Após uma breve batalha, as forças de Shishakli conseguiram deter Hinnawi e vários oficiais associados ao regime. As forças golpistas também visaram à prisão de outras figuras-chave associadas a Hinnawi, incluindo: Muhammad As'ad Talas, cunhado de Hinnawi, Mahmoud al-Rifa'i, diretor do Segundo Bureau, e Muhammad Ma'ruf, chefe da polícia militar. No entanto, um deles, As'ad Tallas, conseguiu escapar do país com a ajuda de um ministro iraquiano.
Após ser capturado, Sami al-Hinnawi foi transferido para a prisão de Mezzeh, onde permaneceu até setembro de 1950, quando foi libertado e exilado no Líbano. Pouco tempo depois, foi assassinado por Hersho al-Barazi, um parente do primeiro-ministro Muhsin al-Barazi, que havia sido executado por Hinnawi durante seu golpe militar em agosto.
Em um comunicado transmitido pela Rádio Damasco, Shishakli denunciou as manobras do chefe do exército Sami al-Hinnawi e seu adjunto As'ad Talas, acusando-os de "conspirar contra o sistema republicano da Síria". Shishakli anunciou que agiu para evitar uma união com o Iraque e preservar a independência da Síria. Shishakli decidiu não remover o governo civil da Síria, mantendo o presidente e o primeiro-ministro em seus cargos. Em contrapartida à presidência de Atassi, Shishakli criou o Conselho de Coronéis (mais tarde substituído pelo Conselho Militar Supremo), um órgão composto por oficiais militares que representavam minorias sírias, o que lhe permitiu exercer influência sobre a governança.

## Consequências
O golpe de dezembro de 1949 inaugurou um período de governo dual na Síria, caracterizado por uma autoridade compartilhada entre o governo do presidente al-Atassi e o conselho militar dirigido pelo coronel Shishakli. Apesar das tentativas e anúncios para restaurar a ordem constitucional, os 5 anos da administração de Shishakli foram marcados por instabilidade política. Entre 1950 e 1951, o parlamento sírio estabeleceu 7 coalizões governamentais, alternando entre as lideradas pelo Partido Nacional e as lideradas por seu rival, o Partido Popular. Além disso, Shishakli agiu rapidamente para impedir uma potencial união entre a Síria e o Iraque. Ele também reforçou os laços da Síria com a Arábia Saudita e o Egito, ao mesmo tempo em que se distanciava do Iraque.
Em novembro de 1951, o presidente Hashim al-Atassi escolheu Maarouf al-Dawalibi para formar um governo. Anteriormente, Adib Shishakli havia imposto um domínio extraoficial, pelo qual os governos nomeavam um oficial militar como ministro da Defesa para manter a influência militar. No entanto, Dawalibi se opôs à influência dos oficiais e frequentemente os culpou pela situação do país. Depois de nomear um civil para o cargo, Shishakli realizou o golpe de Estado de 1951, no qual deteve o primeiro-ministro Dawalibi e forçou todo o governo a renunciar.